# Bombardier Glacier
Bombardier Glacier är en glaciär i Antarktis. Den ligger i Västantarktis. Argentina, Chile och Storbritannien gör anspråk på området. Bombardier Glacier ligger 458 meter över havet.
Terrängen runt Bombardier Glacier är varierad. Trakten är obefolkad. Det finns inga samhällen i närheten.